# Симо Хејхе
Симо Хејхе (фин. Simo ”Simuna” Häyhä; Раутјерви, 17. децембар 1905 — Хамина, 1. априла 2002) је био фински војник познат као руска Бела смрт (рус. Белая смерть, фин. Valkoinen kuolema, швед. Vita döden). Он је у Зимском рату користећи стандардан нишан на пушци М-28/30 за стотину дана убио више стотина војника Црвене армије.

## Ране године и учествовање у Другом светском рату
Хејхе је рођен у мјесту Раутјарви близу данашње границе Финске и Русије. Тамо је 1925. започео служити војску. Пре приступања војсци био је земљорадник и страствен ловац с много ловачких трофеја. Током Зимског рата (1939—1940), рата између Совјетског Савеза и Финске, постао је снајпер и борио се против Црвене армије. Сматрају га најуспјешнијим снајпером Другог свјетског рата.
Обучен у потпуно бело камуфлажно одело на температурама од -20 °C до -40 °C Хејхе је убио 505 војника Црвене армије. Број од 505 војника је потврђен док се, уколико се рачунају и непотврђене смрти, број погинулих под његовим хицима пење и до 542. Неслужбени извори тврде да је убио преко 800 непријатељских војника. Осим што је био спретан са снајпером Хејхе је убио и преко 200 војника машинском пушком Суоми КП-31. Све те војнике убио је у року од 100 дана.
Хејхе је користио снајпер М-28 због своје релативно мале висине (1,6 m). Користио га је без телескопског нишана како би представљао што мању мету за противника (код било каквог оптичког додатка на снајперу глава при нишањењу треба да буде изнад саме пушке). Поред тога, телескопски нишан због ниске температуре може да се замагли, а при сунчевом сјају може да ода положај. Тактике које је користио у лову применио је и у рату — испред себе је утабао снег како се не би распршио приликом пуцања и тако одао његов положај. Поред тога, држао је снег и у устима како се не би видјела пара настала дисањем.
Совјети су га неколико пута покушали убити, у почетку снајперима, а касније и артиљеријским нападима, али безуспјешно све до 6. марта 1940. када је из заседе погођен метком у вилицу. Совјетски војници су због тешких озледа главе непомичног Хејхеа оставили у снегу, сматрајући да је мртав. Пронашли су га фински војници, а освестио се тек 13. марта, на дан проглашења мира. Војници који су га пронашли тврдили су да му је висила цела лева страна главе, што је врло могуће с обзиром на касније слике (ожиљак се протеже преко целе леве стране вилице).
Хејхе је познат и по томе што је најбрже у историји финске војске напредовао од чина водника до чина поручника.

## Касније године
Након завршетка Зимског рата требало му је неколико година да се опорави од озљеда главе. Опоравак је био потпун и Хејхе се поново посветио својој страсти — лову на јелене и узгоју паса.

## Занимљивости
У разговору 1998. године питали су га чему дугује успјех као снајпер на што је одговорио врло једноставно: „Вјежби!“ На питање да ли жали за људима које је убио, рекао је: „Радио сам оно што су ми рекли, најбоље што сам знао.“